# Elecciones generales de Singapur de 1955
Las elecciones generales de Singapur de 1955 se llevaron a cabo el 2 de abril del mencionado año para escoger a los 25 miembros electos de la Asamblea Legislativa, que contaba con 32 escaños (los otros 7 eran designados por el gobierno colonial británico). El 28 de febrero se realizaron las nominaciones de los candidatos.
El Frente Laborista, un partido de izquierda socialdemócrata fundado el año anterior obtuvo una estrecha victoria con el 27.06% de los votos y 10 de los 25 escaños, que le facilitaron mayoría simple. En segundo lugar quedó el hasta entonces gobernante Partido Progresista, que obtuvo el 24.75% de los sufragios y cuatro escaños. El Partido Democrático se quedó en un tercer lugar sumamente ajustado con el 20.54% de los votos y 2 escaños. Sin embargo, el Partido de Acción Popular y la seccional singapurense de la Alianza (partido gobernante de Malasia) obtuvieron tres escaños cada uno, a pesar de que ambos habían obtenido el 8% de los votos. El último partido, el Partido Laborista, no obtuvo ningún escaño y se quedó en el último lugar con el 0.85% de los votos, siendo la única fuerza política en participar en las elecciones y no conseguir representación parlamentaria. Los tres escaños restantes fueron ocupados por candidatos independientes.
Estas fueron las únicas elecciones en la historia de Singapur (descontando las dos anteriores, en las que el sufragio era restringido y los lugareños no tenían autonomía) que no ganó el Partido de Acción Popular, el cual tomaría el poder en los siguientes comicios y, a partir de entonces, dominaría la vida política de Singapur hasta la actualidad.

## Antecedentes
Tras la promulgación de la llamada "Constitución de Rendel", las elecciones de 1955 fueron la primera ocasión en que se eligió la mayoría de los escaños en lugar de ser casi todos nombrados por las autoridades coloniales. La nueva constitución se redactó después de que se aprobaran las recomendaciones de un comité para garantizar a los ciudadanos locales una mayor autonomía, encabezada por George Rendel, de ahí el nombre de la nueva carta magna.
Según la nueva Constitución, los lugareños compartirían el poder ejecutivo con las autoridades coloniales y habría un Ministro Principal entre los legisladores electos. El número de escaños electos se aumentó a 25, con el gobierno británico nombrando a los siete miembros restantes.
Los cargos de Gobernador de Singapur y secretario colonial fueron reemplazados por un secretario en jefe, que heredó el poder de nombrar a cuatro de los siete miembros designados de la Asamblea. También se desecharon los asientos del procurador general, dos directores, dos ex officio, las tres organizaciones comerciales y el representante del Concejo Municipal.

## Campaña
Por primera vez, se permitió a los partidos políticos adoptar un símbolo de partido estándar para todos sus candidatos, también se les permitió a los candidatos independientes escoger su símbolo. El Partido Progresista, que representa a la burguesía de habla inglesa y al Partido Democrático, presentaron el mayor número de candidatos cada uno. La Unión Malaya, la Organización Nacional de los Malayos Unidos y la Asociación China de Malasia se unieron como la Alianza de Singapur después de abandonar la alianza tripartita del Frente Laborista (FL), que se había consolidado como un solo partido.
Mientras tanto, el Partido Laborista era una fuerza agotada. Sus dos diputados habían abandonado el partido, uno uniéndose al Frente Laborista y el otro convirtiéndose en independiente. Otro escaño de la Asamblea Legislativa saliente quedó vacante cuando el popular miembro del Partido Progresista, C. J. P. Paglar, falleció de un derrame cerebral.

## Resultados

### Resultado general
Para disgusto de los británicos, que anticipaban una nueva victoria del Partido Progresista y la elección de su líder, Tan Chye Cheng, como primer ministro, fue el Frente Laborista el que obtuvo la mayor cantidad de escaños y su presidente, David Saul Marshall, se convirtió en el primer ministro jefe de Singapur. Aunque el Frente Laborista era el partido más grande de la cámara, no tenía los 13 escaños para obtener una mayoría en la Asamblea Legislativa. Como resultado, Marshall tuvo que buscar una coalición con la Alianza de Singapur, que contaba con tres escaños.
En sus primeras elecciones, el recientemente formado Partido de Acción Popular, liderado por el abogado y exagente electoral del Partido Progresista Lee Kuan Yew, presentó presentar a un puñado de candidatos para protestar contra la Constitución de Rendel y se convirtió en el principal partido de la oposición después de ganar casi todos los escaños que disputó.
|  | 27.06 % |

|  | 38.73 % |

|  | 24.75 % |

|  | 27.80 % |

|  | 20.54 % |

|  | 24.80 % |

|  | 8.72 % |

|  | 55.74 % |

|  | 8.42 % |

|  | 43.47 % |

|  | 0.85 % |

|  | 19.80 % |

|  | 9.66 % |

|  | 24.00 % |

|  | 98.89 % |

|  | 1.11 % |

|  | 100.00 % |

|  | 52.66 % |

### Resultado por circunscripción
|  | 86.48 % |

|  | 7.90 % |

|  | 5.62 % |

|  | 99.09 % |

|  | 0.91 % |

|  | 78.33 % |

|  | 11.80 % |

|  | 9.87 % |

|  | 99.48 % |

|  | 0.52 % |

|  | 67.28 % |

|  | 17.73 % |

|  | 14.99 % |

|  | 98.79 % |

|  | 1.21 % |

|  | 72.21 % |

|  | 27.79 % |

|  | 98.48 % |

|  | 1.52 % |

|  | 55.38 % |

|  | 23.90 % |

|  | 20.72 % |

|  | 98.84 % |

|  | 1.16 % |

|  | 52.45 % |

|  | 21.05 % |

|  | 14.88 % |

|  | 11.62 % |

|  | 99.06 % |

|  | 0.94 % |

|  | 61.04 % |

|  | 32.00 % |

|  | 6.96 % |

|  | 99.03 % |

|  | 0.97 % |

|  | 63.24 % |

|  | 36.76 % |

|  | 99.03 % |

|  | 0.97 % |

|  | 43.08 % |

|  | 20.51 % |

|  | 18.46 % |

|  | 17.95 % |

|  | 98.80 % |

|  | 1.20 % |

|  | 41.18 % |

|  | 20.71 % |

|  | 19.80 % |

|  | 18.31 % |

|  | 98.70 % |

|  | 1.30 % |

|  | 45.66 % |

|  | 28.93 % |

|  | 25.41 % |

|  | 98.84 % |

|  | 1.16 % |

|  | 46.25 % |

|  | 29.95 % |

|  | 23.80 % |

|  | 98.74 % |

|  | 1.26 % |

|  | 45.83 % |

|  | 29.80 % |

|  | 24.37 % |

|  | 98.89 % |

|  | 1.11 % |

|  | 45.08 % |

|  | 29.19 % |

|  | 25.73 % |

|  | 98.81 % |

|  | 1.19 % |

|  | 45.60 % |

|  | 30.21 % |

|  | 17.98 % |

|  | 6.21 % |

|  | 99.10 % |

|  | 0.90 % |

|  | 45.17 % |

|  | 30.19 % |

|  | 16.63 % |

|  | 8.01 % |

|  | 99.24 % |

|  | 0.86 % |

|  | 47.58 % |

|  | 36.42 % |

|  | 16.00 % |

|  | 99.07 % |

|  | 0.93 % |

|  | 45.67 % |

|  | 35.54 % |

|  | 18.79 % |

|  | 98.76 % |

|  | 1.24 % |

|  | 39.90 % |

|  | 30.30 % |

|  | 29.80 % |

|  | 98.46 % |

|  | 1.54 % |

|  | 45.89 % |

|  | 39.75 % |

|  | 14.36 % |

|  | 98.93 % |

|  | 1.07 % |

|  | 38.52 % |

|  | 33.07 % |

|  | 26.59 % |

|  | 1.27 % |

|  | 0.55 % |

|  | 98.63 % |

|  | 1.37 % |

|  | 52.07 % |

|  | 47.93 % |

|  | 98.48 % |

|  | 1.52 % |

|  | 38.60 % |

|  | 35.80 % |

|  | 25.60 % |

|  | 98.77 % |

|  | 1.23 % |

|  | 31.83 % |

|  | 29.33 % |

|  | 22.50 % |

|  | 16.34 % |

|  | 99.00 % |

|  | 1.00 % |

|  | 50.57 % |

|  | 49.43 % |

|  | 98.47 % |

|  | 1.53 % |